# علي عبد الله صالح
علي عبد الله صالح (21 مارس 1947 - 4 ديسمبر 2017)، هو الرئيس السادس للجمهورية العربية اليمنية (اليمن الشمالي) من عام 1978 وحتى عام 1990، وأصبح أول رئيس للجمهورية اليمنية بعد توحيد شطري اليمن (الجنوبي والشمالي).
وصل إلى رأس السلطة في البلاد عقب مقتل الرئيس أحمد الغشمي بفترة قصيرة إذ تنحى عبد الكريم العرشي واستلم صالح رئاسة البلاد في فترة صعبة  تم وصف  نظامه  بأنه كليبتوقراطي وتذيلت البلاد قائمة منظمة الشفافية الدولية المعنية بالفساد
تعد فترة حكمه أطول فترة حكم لرئيس في اليمن منذ عام 1978 حتى تنازل عن الحكم في 27 فبراير 2012، بعد احتجاجات 11 فبراير 2011 (ثورة الشباب اليمنية). يحمل رتبة المشير العسكرية، وهو صاحب ثاني أطول فترة حكم من بين الحكام العرب.
سلم صالح السلطة بعد سنة كاملة من بدء احتجاجات فبراير 2011 بموجب «المبادرة الخليجية» الموقعة بين حزب المؤتمر الشعبي العام وأحزاب اللقاء المشترك والتي أقرت ضمن بنودها تسليم صالح للسلطة بعد إجراء انتخابات عامة كما أقرت لصالح حصانة من الملاحقة القانونية وأُقر قانون الحصانة في مجلس النواب اليمني واعتباره قانونًا سياديًا لا يجوز الطعن فيه  وتولى نائبه عبد ربه منصور هادي رئاسة المرحلة الانتقالية.
في 28 نوفمبر 2017، وبعدما أعلن صالح فض تحالفه مع الحوثيين ونيته التفاوض مع التحالف، اتهم الحوثيون صالح بالخيانة، ونشب قتال بين صالح وأنصار الحوثي في معركة صنعاء. وفي 4 ديسمبر 2017، فجر الحوثيون منزل صالح مما أسفر عن مقتله. وأفادت تقارير أخرى أن صالح قتل أثناء محاولته الفرار من منزله بواسطة قناص حوثي.

## النشأة

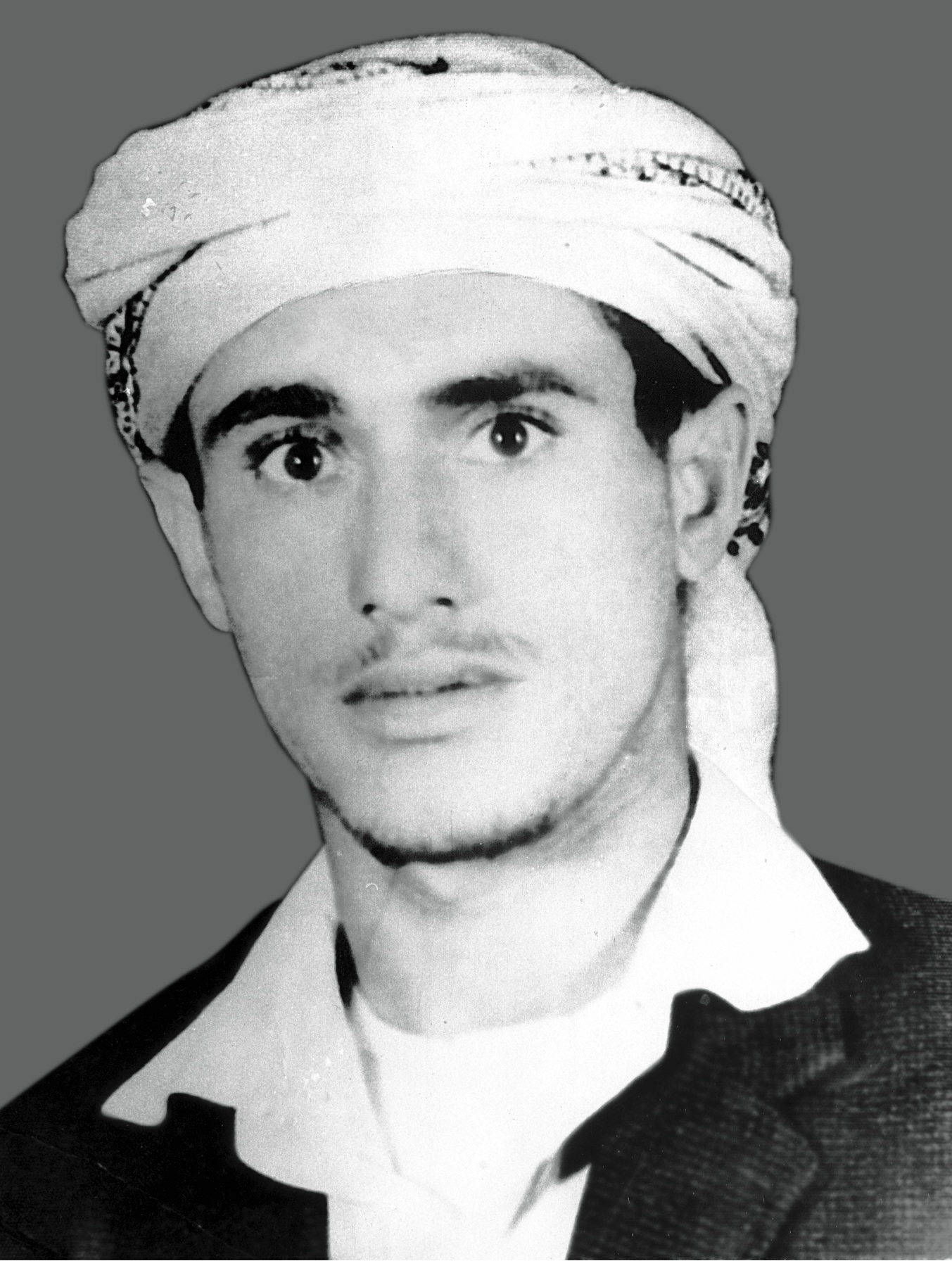
صالح بداية شبابه

ولد علي عبد الله صالح في 21 مارس 1947 في قرية بيت الأحمر بسنحان جنوب العاصمة صنعاء لعائلة فقيرة، وفقد والده مبكراً وتربى على يد زوج والدته في تلك القرية. كانت أسرته تعمل بالزراعة وهو نفسه كان يرعى الغنم وتنقلت أسرته بين القرى أيام الجفاف بحثا عن المرعى. التحق بـ«معلامة» القرية في سنه العاشرة وهو تعليم يقتصر على حفظ القرآن وتعلم الكتابة والتحق بصفوف الجيش الإمامي في سن السادسة عشرة. قبل التحاقه بالجيش، غادر صالح إلى مديرية قعطبة في محافظة إب حيث يتواجد أخاه الأكبر محمد وأراد الانضمام للجيش وهو في سن الثانية عشرة. التحق بالجيش الإمامي إلا أنه رُفض لصغر سنه ولكن وساطة قبلية حسب ما يروي صالح بنفسه مكنته من الالتحاق بالجيش ومن ثم لمدرسة الضباط عام 1960 وهو في الثامنة عشرة من عمره.
مع قيام ثورة 26 سبتمبر التحق علي عبد الله صالح هو وباقي أفراد قريته إلى القوات الجمهورية وكان صالح سائق مدرعة وكُلف بحماية مواقع للجيش الجمهوري في صنعاء. ورقي إلى مرتبة ملازم ثان عام 1963 شارك في الدفاع عن صنعاء بصف الجمهوريين أيام حصار السبعين. تدرج صالح في حياته العسكرية، حيث التحق بمدرسة المدرعات في 1964 ليتخصص في حرب المدرعات، ويتولى بعدها مهمات قيادية في مجال القتال بالمدرعات كقائد فصيلة دروع ثم كقائد سرية دروع وترفع إلى أركان حرب كتيبة دروع ثم قائد تسليح المدرعات تلاها كقائد كتيبة مدرعات إلى أن وصل إلى قائد للواء تعز عام 1975 ذلك وفقاً لسيرته الذاتية.

## الطريق إلى السلطة
تدرج علي عبد الله صالح في رتب الجيش الجمهوري وبرز نجمه عقب الانقلاب الأبيض المسمى بحركة 13 يونيو الذي قام به الرئيس إبراهيم الحمدي لينهي حكم الرئيس عبد الرحمن الأرياني. عُيِّن علي عبد الله صالح قائداً للواء تعز برتبة رائد. بدأت حكومة الحمدي ببطء ولكن بخطىً ثابتة، بناء مؤسسات وتنفيذ برامج إنمائية على المستوى المحلي والخارجي. وكوّن حكومة من التكنوقراط. لم تكن كل الشرائح المجتمعية سعيدة بتوجهات الحمدي ومحاولته تغييب البنى التقليدية السائدة والالتزام بالمبادئ التي قامت من أجلها ثورة 26 سبتمبر فتم اغتياله في ظروف غامضة لم يُبت فيها.
تولى أحمد الغشمي رئاسة الجمهورية عقب اغتيال الحمدي ولم تمض ثمانية شهور حتى اغتيل الرئيس الجديد بحقيبة مفخخة لا يُعرف مصدرها على وجه التحديد إلا أن تكهنات تشير بضلوع جمهورية اليمن الديمقراطية الشعبية في الحادث انتقاماً لابراهيم الحمدي. بعد مقتل الغشمي تولى عبد الكريم العرشي رئاسة الجمهورية مؤقتا، أصبح علي عبد الله صالح عضو مجلس الرئاسة رئيسا للجمهورية العربية اليمنية بعد أن انتخبه مجلس الرئاسة بالإجماع ليكون الرئيس والقائد الأعلى للقوات المسلحة اليمنية في 17 يوليو 1978 برتبة مقدم.

## رئاسته
أول قرار اتخذه في أكتوبر 1978 كان إعدام 21 شخصًا أدينوا بمحاولة الانقلاب على حكمه، عرف بانقلاب 15 أكتوبر 1978 (الانقلاب الناصري)، أي بعد أقل من ثلاثة أشهر من توليه الرئاسة، تمت ترقيته إلى عقيد عام 1979 وقام بتأسيس حزب المؤتمر الشعبي العام واستمر يرأسه عقب تنحيه من رئاسة الجمهورية  أضعف سقوط الإتحاد السوفييتي موقف جمهورية اليمن الديمقراطية الشعبية فاتفق علي سالم البيض مع علي عبد الله صالح بعد سنوات من المفاوضات على الاتحاد واعتبار علي عبد الله صالح رئيساً للجمهورية اليمنية وعلي سالم البيض نائباً للرئيس.
في عام 1990، عارض علي عبد الله صالح جلب قوات أجنبية لتحرير الكويت،  ومرد معارضته هو خشيته أن تعرقل السعودية مسار الوحدة اليمنية فقد اعتقد صالح أن حليفًا مثل صدام حسين سيمكنه من خلق توازن في العلاقات اليمنية السعودية ولم تكن نية صالح موجهة ضد الكويت، فهو عارض الغزو العراقي ولكنه لم يوافق على جلب قوات أجنبية في نفس الوقت ولطالما كانت السعودية معارضة لوحدة اليمن بمختلف الأساليب والوسائل،  وعدم انضمام اليمن لمجلس التعاون الخليجي مرده حساسية السعودية من النظام الجمهوري في اليمن.
كانت هناك مباحثات بشأن الوحدة من 1979 وكلها فشلت فقد أثرت السعودية على قرارات شمال اليمن حينها بشأن الوحدة في كل جلسات المفاوضات  وكان عبد الله بن حسين الأحمر من أبرز المعارضين للوحدة  في 21 مايو 1990 أجمع مجلس الشورى على ترقية صالح إلى رتبة فريق، ورقي إلى رتبة مشير في 24 ديسمبر 1997 بعد إجماع مجلس النواب على ذلك.
عقب الوحدة اليمنية عام 1990، توترت العلاقات بين السعودية واليمن، واتهمت حكومة علي عبد الله صالح «جهات أجنبية» عام 1992 و 1993 بتدبير اغتيالات لمئات من السياسيين اليمنيين  رداً على ذلك قامت السعودية ببناء قاعدة عسكرية في عسير وبدأت مشروعاً بثلاثة بلايين دولار لتسوير الحدود وضخ الاستثمارات في جيزان ثم حاولوا عزل الحكومة اليمنية، كان اليمن قد وقع اتفاقاً حدوديًا مع سلطنة عمان فقامت السعودية بإثارة خلافها القديم مع السلطنة والضغط على مسقط لإلغاء الإتفاقية مع صنعاء. وقع علي عبد الله صالح على معاهدة عام 2000 ورسمت الحدود «رسميا» بموجبها.
عمل علي عبد الله صالح على إضعاف القيادات الجنوبية وتهميشها بحيث لا يكون للحزب الاشتراكي تأثير على البنية السياسية اليمنية وهو السبب الذي دفع الشطر الشمالي للبلاد بدعم من السعودية لنقض الاتفاقيات في عام 1972 ، 1973 ، 1979 و 1980 ولم تنجح الوحدة في دمج المؤسسات وصياغة دستور موحد وسياسات علي عبد الله صالح المحسوبية ساهمت في تفاقم الخلافات ودخلت البلاد حرباً أهلية وزاد من صعوبة الوضع سياسة اقتطاع الأراضي لمسؤولين ونخب قبلية من المحافظات الشمالية عقب الحرب  كان قرار الوحدة فردياً من علي سالم البيض وينتمي البيض إلى محافظة حضرموت التي لم يكن لأبنائها أي نفوذ أو مراكز قوى تذكر في جمهورية اليمن الديمقراطية الشعبية وكان يخشى إزالته من أبناء لحج والضالع وأبين (محافظة عبد ربه منصور هادي) فرأى في الوحدة وسيلة للبقاء  ولكن سرعان مانشبت الخلافات بينه وبين علي عبد الله صالح والخلاف الأكبر كان على طريقة إدارة صالح للبلاد.
في يوليو 2005 أعلن علي عبد الله صالح أنه لن يرشح نفسه لفترة رئاسية أخرى وأعاد نفس الخطاب أكثر من مرة. ولكن في مقابلة مع بي بي سي في 24 يونيو 2006 أعلن أنه سيرشح نفسه للانتخابات في شهر سبتمبر لإنها إرادة الشعب على حد تعبيره  ورأى المراقبون أنها حركة لإظهار دعمه للديمقراطية أمام مؤسسة تحدي الألفية والبنك الدولي الذي أوقفا دعم اليمن بسبب تهم بالفساد والمحسوبية وإنشاء ديمقراطية زائفة  نشرت مجلة فورين بوليسي الأمريكية تقريراً يُظهر تيقن الأميركيين أنه المسؤول عن فرار ثلاثة وعشرين مشتبه بالإرهاب من سجن الأمن المركزي في صنعاء في فبراير بعد عدة أسابيع من زيارة صالح لواشنطن وإبلاغ كونداليزا رايس والبنك الدولي صالح أن واشنطن لن تعتبره مرشحا شرعيا للانتخابات في 2006 وإبلاغه أن اليمن لم يعد مصدر قلق للولايات المتحدة بشأن الإرهاب  صُنفت اليمن من أكثر دول العالم فساداً في كل تقارير منظمة الشفافية الدولية لعدة عقود متواصلة  ومرد ذلك تفضيل نخب قبلية وربطهم به شخصيا في شبكة محسوبية واسعة فانقسمت البلاد إلى أربع مجموعات نخبوية. نخب القبائل والتي لها نصيب الأسد في القطاعات العسكرية، ومن ثم رجال الأعمال ووجهاء المناطق والنخبة المتعلمة والاثنان الآخيرتين أقل تأثيرا من النخب القبلية وترك كثير من رجال الأعمال البلاد لاختلاف نظرتهم مع صالح  اليمن من أكثر بلدان العالم فساداً سياسياً واقتصادياً الموارد ليست مستغلة ونسبة من يعيشون تحت خط الفقر تقترب من النصف خلال فترة حكمه فالبلاد كانت على حافة الانهيار من عام 2007
قام صالح بتعيين أقاربه في مناصب عسكرية متعددة لضمان ولاء المؤسسة، في المقابل يكافئهم علي عبد الله صالح بعمولات مثل السماح لهم بمد آياديهم إلى احتياطيات الحكومة من النقد الأجنبي وتهريب الممنوعات إلى السوق السوداء، أقارب آخرين تولوا مناصب وزارية متعلقة بالتخطيط والعقارات والتأمين وآخرون استولوا على مشاريع عامة مثل شركة النفط الوطنية وخطوط الطيران، وكافأ آخرين عن طريق منحهم احتكاراً لتجارة التبغ وبناء الفنادق 

### صالح والجيش
كان تأثير المؤسسة العسكرية واضح في إيصال صالح إلى السلطة حيث اختير في مقر القيادة العامة للجيش قبل ترشيحه وانتخابه، جاء الرئيس إلى السلطة على أساس خلفيته العسكرية نصر طه مصطفى، علي عبد الله صالح التجربة وآفاق المستقبل، ص 15</ref> في بداية حكمه كانت بعض قطاعات الجيش لا تدين له بالولاء حيث كانت الاتجاهات الفكرية والقومية واليسارية قد تغلغلت في أوساط الوحدات العسكرية، فيما كان الكثير من الضباط والجنود يدينون بالولاء للرئيس السابق إبراهيم الحمدي، فبعد أقل من ثلاثة أشهر من توليه السلطة، تورطت بعض الوحدات العسكرية في ترتيب انقلاب عسكري ناصري في 15 أكتوبر 1978، ولكنه فشل سريعاً لعدم فاعليتها في المواجهة المسلحة، وتم اعتقال مجموعة كبيرة من القيادات العسكرية والمدنية وآخرين المتهمين بالضلوع في المحاولة الإنقلابية، وقد أصدرت محكمة عسكرية ومحكمة أمن الدولة أحكام بإعدام البعض وإدانة وتبرئة آخرين، حيث أعدم 9 من العسكريين في 27 أكتوبر (أي بعد 12 يوم من محاولة الانقلاب)، فيما أعدم في 5 نوفمبر 12 شخص من قادة الانقلاب المدنيين، وحكم مؤبد على أحد المتهمين وتبرئة 115 من المتهمين، فيما صدر يوم 8 نوفمبر عفو رئاسي عن باقي المتهمين المدانين بالمشاركة وعددهم 67.
إعتمد صالح في بداية حكمه على عدد من الوحدات العسكرية التي يقودها أقرباؤه وفي المقدمة منها الفرقة الأولى مدرع والتي ظلت حتى 2012 تحت قيادة علي محسن الأحمر، أحد أهم العسكريين والذي تولى إحباط الانقلاب الناصري، إلا أنه بعد ذلك اتجه لبناء وحدة عسكرية أخرى هي قوات الحرس الجمهوري بقيادة الرائد (لواء في ما بعد) علي صالح الأحمر، الأخ غير الشقيق لصالح، وكانت مهمة الحرس تأمين دار الرئاسة وتنقلات الرئيس، وجرى توسيع وتطوير تلك القوات حتى أصبحت جيشاً قائماً بذاته لتشمل كافة مناطق اليمن وأنشئت وحدات جديدة تابعة لها أطلق عليها الحرس الخاص والقوات الخاصة (التي حظيت بدعم أميركي مباشر وقوي)، وجمعت كلها تحت قيادة واحدة أسندها صالح مؤخراً إلى نجله أحمد بعد عزل علي صالح الأحمر من قيادتها.
واسست وحدات عسكرية جديدة أهمها: اللواء الثامن صاعقة، الدفاع الجوي، الدفاع الساحلي، واتسعت ألوية المشاة وتسلم قيادة معظمها أقرباء وأبناء قبيلته وصار الرأس القائد لأهم تلك التكوينات على النحو التالي:
1. الفرقة الأولى مدرع، علي محسن الأحمر، من قبيلة وقرية الرئيس السابق صالح.[47]
2. القوات الجوية، الرائد (لواء في ما بعد) محمد صالح الأحمر، أخ غير شقيق للرئيس السابق صالح.
3. الدفاع الجوي، محمد علي محسن الأحمر من قرية الرئيس السابق صالح.
4. اللواء الثالث مشاة مدعم بقيادة الرائد عبد الله القاضي، من قبيلة صالح.
5. اللواء 130 مشاة مدعم، بقيادة الرائد عبد الله فرج من قبيلة صالح.
6. معسكر خالد، وفيه اللواء الثاني مدرع (33 مدرع حالياً) بقيادة الرائد أحمد أحمد علي فرج ثم الرائد صالح علي أحمد الظنين، والاثنين من قبيلة صالح.
7. اللواء الثامن صاعقة، بقيادة الرائد محمد إسماعيل، من قبيلة صالح.
8. اللواء 56 المقدم، بقيادة أحمد إسماعيل أبو حورية من قبيلة صالح.
9. اللواء 1 مشاة جبلي، بقيادة الرائد مهدي مقولة، من قبيلة صالح، ثم تولى أركان حرب الشرطة العسكرية ثم قيادةالحرس الخاص.
10. قوات الأمن المركزي اليمني، وهي قوة ضاربة تتشكل من أكثر من عشرة ألوية تتمتع باستقلالية عن وزارة الداخلية، تسلم قيادتها المقدم محمد عبد الله صالح الشقيق الأكبر للرئيس، وورثه ابنه العقيد يحيى الذي شغل منصب أركان حرب الأمن المركزي حتى 2012، حيث تمتع بنفوذ حقيقي يفوق بكثير نفوذ قائد الأمن المركزي سابقاً العميد عبد الملك الطيب.# وأخيراً تشكل الأمن القومي اليمني وهو أمن مخابرات يتبع رئيس الجمهورية يملك مراكز احتجاز خاصة به غير مُعلنة وخارجه عن إطار القانون اليمني [48] وكان يقوده وكيل الجهاز عمار محمد عبد الله صالح ابن أخ الرئيس السابق صالح، حيث تمتع بنفوذ حقيقي أكثر من رئيس الجهاز علي محمد الآنسي.[49]

بدأ الجيش في الشمال يشهد مرحلة بناء جديدة تحت قيادة واحدة تدين بالولاء المطلق للرئيس صالح لأن معظمها من أقاربه وأبناء منطقته أو غير مسيسين ، مستفيدا من حالة الاستقرار الكبيرة نسبيا في فترة الثمانينيات، وتلاشي الأخطار الداخلية. حوّل صالح الجيش من مؤسسة وطنية إلى ما يشبه الإقطاع العائلي، أداره الرئيس السابق عبر شبكة من العلاقات الشخصية والمحسوبية القائمة على الولاء العصبي العائلي والقبلي وتبادل المنافع. وكان الالتحاق بالجيش وكلياته العسكرية امتيازًا تحظى قبيلة صالح والقبائل الموالية لها بالنصيب الأكبر منه. حكم علي عبد الله صالح بالاعتماد على تحالفات قبلية وربط زعماء القبائل اليمنية به شخصيا 
الترقيات والرتب العسكرية تمنح خارج معايير الأقدمية والتراتبية العسكرية، وأحيانًا كهبات بغرض المراضاة وكسب الولاءات، ويتم التعيين في المناصب القيادية على أساس الولاء وليس الكفاءة. وبعد حرب صيف 1994، مارس النظام السابق سلسة من الإجراءات والسياسات زادت من هشاشته المؤسسية، كان أهمها استبعاد الآلاف من الجنود والضباط المنتمين للمحافظات الجنوبية وإحالة العديد منهم إلى التقاعد الإجباري، ومنح من تبقي منهم مناصب إدارية أو استشارية ثانوية. وفي خطوة لاحقة، اتجه صالح لتسليم المناصب الحساسة في المؤسسة العسكرية والأمنية لجيل الشباب من أسرته تمهيدًا لمشروع التوريث، وكان ذلك بمثابة التصدع الرئيسي في نظام صالح؛ إذ أثار قراره حفيظة حلفائه القدامى من ذات القبيلة، وخلق انقسامًا غير معلن داخل الجيش، جاءت الثورة لتظهره وتخرجه للعلن.
أحكم صالح قبضته على الدولة كاملة والجيش خاصة بعد نجاحه في هزيمة حركة الانفصال، وظلت القيادة الفعلية في أيدي رجال منطقته. لكن «قانون الصعود والهبوط» بدأ يفرض حكمه على دولة صالح، وبدأ مشروع توريث الحكم لابنه أحمد يفرض أجندة أخرى ستنعكس مستقبلا سلبا على وحدة القيادة والجيش، وحتمت فكرة التوريث 
وبدأت محاولات إخلاء الساحة من الشخصيات العسكرية القوية بكل الوسائل ومحاولات تصفيتها بعض الأوقات كما حدث في نزاع صعدة مع قائد الفرقة الأولى مدرع  أو على الأقل إضعافها وأدخالها في حروب ومعارك والبلد في غنى عنها لتجفيف مصادر قوتها، وتفكيك أجزاء مؤسساتها العسكرية تدريجيا لمصلحة قوات الحرس الجمهوري التي سلمها صالح لابنه ، واعتمدت دون إعلان رسمي الجيش الحقيقي للبلاد، وسخرت لها الإمكانيات المالية الضخمة، وصفقات تسليح المتقدمة، وحظيت بالنصيب الأوفر من الدعم الدولي فنيا وتدريبا وخبرات.

### صالح والقبائل

من اليمين لليسار، علي عبد الله صالح، سنان أبولحوم شيخ مشايخ بكيل وعبد الله بن حسين الأحمر

تاريخياً، كان الجيش اليمني بحاجة دائمة إلى دعم المليشيات القبلية أو ما أصبحت تعرف باسم (اللجان الشعبية) في حروبه الداخلية والخارجية، وعندما قامت ثورة 26 سبتمبر في الشمال لم ترث الدولة الوطنية عن المملكة الإمامية جيشاً وطنياً قوياً، يدرك رجال القبائل وشيوخها أن استمرار أدوارهم السياسية يتحدد في ضوء ما تتخذه الدولة من إجراءات في مجال بناء جيش قوي محترف وذي طابع مؤسسي ، لذلك ساهموا في تعويق مؤسسة الجيش، وإبقائه في حالة ضعف، وهو ما جعل الدولة بحاجة دائمة للاستعانة بالجيش الشعبي القبلي ولم يتم بناء جيش قوي قادر على خوض الصراعات والحروب بنجاح، وجه الرئيس السابق علي عبد الله صالح رسالة إلى الشيخ عبد الله بن حسين الأحمر في 22 فبراير 1979، يطلب منه فيها تعبئة القوى القبلية والاستعداد لمواجهة الأوضاع المضطربة على الحدود.
لتعزيز مكان مشائخ القبائل في السلطة أنشأ علي عبد الله صالح في الثمانينات «مصلحة شؤون القبائل» لتقوم بنفس دور وزارة شؤون القبائل التي ألغاها الرئيس المغتال إبراهيم الحمدي في تنظيم توزيع الأموال على النخب القبلية، وأسس لها فروعا في كل محافظات اليمن، خلال حرب صيف 1994 كان للجان الشعبية دور هام في دعم الوحدات العسكرية الموالية للوحدة ولعلي عبد الله صالح، في معاركها ضد الوحدات العسكرية الموالية لنائبه علي سالم البيض، وبعد الحرب عممت «مصلحة شؤون القبائل» على المحافظات الجنوبية واعتمد للمدن والأحياء مشائخ وعقال حارات وهو ما لم تعرفة تلك المدن والمحافظات من قبل على الإطلاق.
أستعان الجيش بالمليشيا القبلية في حروب صعدة الستة ضد المليشيات المتمردة «جماعة الحوثي» في محافظتي صعدة وعمران خلال الأعوام "2004 - 2009" واستعانت الحكومة بها مرة أخرى في محاربة تنظيم القاعدة وتم تشكيل فرق قبلية داعمة للجيش في مواجهة تنظيم القاعدة في 2010 في محافظة شبوة ومرة أخرى في محافظة أبين في الفترة "2011 - 2012"،  حيث تمارس اللجان الشعبية في مناطق جنوب اليمن خاصة في محافظة أبين دور كبير في دعم الجيش لمحاربة القاعدة وبعض الأوقات تخوض المعارك بديلاً عنه.
في مقابل دعم المليشيات للنظام في حروبة خلاص العقود الأخيرة من القرن العشرين، منح النظام شيوخ القبائل أموالاً وأراضي وسيارات وعقارات، ومنح بعض شيوخ القبائل رتب عسكرية، ودرجات وظيفية في الجهاز الإداري للدولة، وخلال تلك الحروب حصلت القبائل على كمية كبيرة من الأسلحة، وتكتسب مشاركة المليشيات القبلية في الحرب الأهلية عام 1994 أهمية خاصة في هذا المجال، فقد حصلت على كميات كبيرة من الأسلحة من الوحدات العسكرية الموالية للرئيس علي عبد الله صالح آنذاك، وغنمت كميات أُخرى من أسلحة الوحدات العسكرية الموالية لنائبه علي سالم البيض بعد هزيمتها، إلى درجة أن مخزونها من الأسلحة الخفيفة يفوق مخزون الحكومة، فقد قدر مخزن الحكومة من الأسلحة الخفيفة بحوالي 1,500,000 قطعة سلاح بينما قدر ما بيد القبائل بأكثر من 5 ملايين قطعة سلاح.

### إنجازات اقتصادية
خلال ثلاث وثلاثين سنة من حكمه المطلق لبلاد اليمن بقيت البلاد على ما هي عليه تماماً من لحظة توليه السلطة عام 1978 وحتى 2012. قرابة 45% من المواطنين تحت خط الفقر وذلك من العام 2003. وقرابة 35% يعانون من البطالة وفق إحصاءات رسمية عام 2003 الدخل الحكومي لا يتجاوز سبعة مليارات يقابلها نفقات بضعف القيمة. نسبة الأمية تقارب 35% وبحسب بعض الإحصاءات فإن ما بين 18-20% من الأطفال دون الرابعة عشر يعملون في الشوارع. ما نسبته 55% من المواطنين يتمتع بمياه نظيفة. عدن، أحد أهم موانئ العالم  مدينة لا يختلف اثنان على بؤسها حالياً. الماء أصبح سلعة نادرة في تعز وصنعاء مهددة بأن تكون أول عاصمة في العالم تعاني من الجفاف. حتى نظافة المدن وسفلتة الشوارع تحيط بها العديد من علامات الاستفهام  الحديدة، ميناء يمني قديم ومدينة تجارية زاهرة في عصور قد خلت تعتبر اليوم من أكثر المدن اليمانية فقراً وما بها سوى ما تهالك بنائه أيام الرئيس إبراهيم الحمدي ، مأرب لا يوجد بها سوى شارع واحد وبضعة أبنية لا تتجاوز الثلاث طوابق تعد على أصابع اليد وسكان ريفها يشكون تجاهل الحكومة وإستيرادها للسلع من الخارج وتجاهل مزروعاتهم بل يتهمون الدولة بـ«محاربتها».
تراجعت زراعة وتصدير البن والفواكة والخضروات في اليمن لصالح القات وأصبح ما نسبته 80% من الغذاء في بلد هو الأكثر خصوبة في شبه الجزيرة العربية مستورداً وذلك عام 2010 بل إن واردات اليمن الزراعية أعلى من صادراته ورغم الملايين المقدمة من الخارج لعلي عبد الله صالح وحكومته لم تستطع البلاد أن تحقق الاكتفاء الذاتي زراعياً.
فشل في جلب أي استثمارات أو خلق بيئة آمنة لمستثمرين محليين لتردي الأوضاع الأمنية والتسليح المتعمد للقبائل وأطراف متنازعة حتى لا يشكلوا تحالفات قوية ضده. قرابة 55% من الأطفال اليمنيين دون سن الخامسة يعانون من سوء التغذية الذي يؤدي لضعف النمو والتقزم، لن يموت الأطفال ولكنهم سينجبون أطفالاً يعانون من نفس الحالة كذلك. الصحف الرسمية التي يفترض أنها تُموّل من أموال دافعي الضرائب لتقدم خدمة إخبارية ولا ينبغي أن تنحاز لرئيس ولا حزب مثل وكالة سبأ وصحف 26 سبتمبر و 14 أكتوبر تسمي سفلتة طريق منجزاً اقتصادياً لصالح وتتجاهل الأرقام لمن يعيشون على الكفاف وتفشي المرض في الأرياف. حتى الطرقات التي يتحدث عنها صالح والمقربون كلها مشاريع مقدمة من الصين واليابان وبأموالهم. المنشآت التعليمية والتطوير النسبي الذي طرأ عليها عام 1997 بعد عقدين من تولّي صالح السلطة كلها مشاريع ممولة من البنك الدولي والولايات المتحدة وهولندا كلها بدون استنثاء. اليمن أسوأ حالاً من الأراضي الفلسطينية والعراق والسودان وجيبوتي والكاميرون اقتصادياً وحالة البنية التحتية لا تقل سوءاً. وقال أن حزب شركائه المنشقين مجرد «وعاظ» لا يعرفون شيئا عن الاقتصاد.

## الحروب

### الحرب مع الحوثيين
أعلن علي عبد الله صالح الحرب 6 مرات على الحوثيين خلال الفترة 2004 - 2010، باعتبارهم قوات خارجة عن النظام،  هدفهم العودة بالبلاد إلى الحكم الإمامي،  واستفاد صالح من تلك الحروب من أجل الحصول على دعم وإمدادات من السعودية ودول الخليج للحرب ولتعزيز قواته العسكرية، متمثلة بالحرس الجمهوري والقوات الخاصة. فيما حصل الحوثيون (الشباب المؤمن حينها) على الخبرة العسكرية.

## الاحتجاجات الشعبية
تزامنت الاحتجاجات مع ثورة يناير المصرية وكانت بسيطة في البداية ومقصورة على الشباب الصغار ولم يشترك أي من أحزاب المعارضة التقليدية وتم قمع التجمعات الأولى بقوة السلاح من قبل الأجهزة الأمنية  تزايدت أعداد المتظاهرين شيئا فشيئاً وبلغت ذروتها في شهر فبراير لعام 2011 وقمعت الأجهزة الأمنية الاحتجاجات السلمية وقُتل ما يقارب 52 متظاهر سلمي برصاص قناصة في الثامن عشر من مارس أعلنت الأحزاب المعارضة دعمها للثورة بعد تصاعد الاحتجاجات في صنعاء وتعز وعدن والمكلا وتصف نيويورك تايمز أحزاب المعارضة في اليمن بأنها كانت تتفرج من «الرصيف» حتى كبرت الثورة فانضموا إليها تزايدت أعداد المتظاهرين رافضة أي نوع من الحوار مع صالح دون تنحيه بلا شروط من رئاسة البلاد، تمسك صالح بالسلطة ووصلت أعداد المتظاهرين في مدينة صنعاء وحدها إلى نصف مليون متظاهر ووصل عدد القتلى بين المتظاهرين من فبراير 2011 إلى أكتوبر إلى قرابة 1500 ووصل العدد إلى ألفين قتيل في فبراير 2012 تعرض صالح لمحاولة اغتيال في 3 يونيو 2011 بعد حشد أنصاره في جمعة أسموها جمعة الأمن والأمان، في الوقت الذي اسماها شباب الثورة والمعارضون جمعة الوفاء لتعز الصمود، تمت محاولة اغتيال الرئيس اليمني في مسجد دار الرئاسة، إثر انفجار قنبلة داخل المسجد بالقصر الرئاسي وفق التقارير الرسمية  أصيب صالح بحروق بالغة وظهر بعد الحادث بفترة قصيرة عبر مكالمة مع التلفزيون اليمني يشير فيها إلى سلامته من الحادث وبدى الإعياء ظاهراً على صوته واتهم «آل الأحمر» (زعماء حاشد) بالوقوف وراء الحادث ونفى صادق الأحمر الاتهامات  توجه علي عبد الله صالح للسعودية وظهر في بث تلفزيوني من قصر الضيافة بالمملكة السعودية عقب نجاح العمليات وظهر بوجه محروق  هدأت المظاهرات بعد توقيع «المبادرة الخليجية» والتي نصت على تسليم سلطات الرئيس للمشير عبد ربه منصور هادي ومنح صالح حصانة من الملاحقة القانونية.

## صالح ما بعد الرئاسة

### الحصانة
بقي صالح رئيسا لحزب المؤتمر الشعبي العام وبقي يمارس عمله السياسي كرئيس لحزب المؤتمر حتى مقتله في ديسمبر 2017. حيث وفرت اتفاقية المبادرة الخليجية حصانة لعلي عبد الله صالح من الملاحقة القانونية فأصبحت قانوناً أقره مجلس النواب اليمني واعتبره سياديا لا يجوز الطعن فيه،  ونص القانون على «منح علي عبد الله صالح، الحصانة التامة من الملاحقة القانونية والقضائية. وتنطبق الحصانة من الملاحقة الجنائية على المسؤولين الذين عملوا مع الرئيس في مؤسسات الدولة المدنية والعسكرية والامنية فيما يتصل بأعمال ذات دوافع سياسية قاموا بها أثناء أدائهم لمهامهم الرسمية، ولاينطبق ذلك على أعمال الإرهاب.، المرتكبة أثناء أداء الخدمة على مدار حكمه لمدة 33 عاماً».
أثار قرار البرلمان اليمني بمنح علي عبد الله صالح حصانة من الملاحقة القضائية جدلا في الأوساط الحقوقية كونهم يرون أنه مسؤول عن جرائم بحق المتظاهرين السلميين واعتبرت القرار غير قانوني خاصة أن اليمن موقع على معاهدات ومواثيق دولية تجرم قتل المتظاهرين وكل أشكال مصادرة الرأي وطالبت منظمة هيومن رايتس ووتش لحقوق الإنسان برفع الحصانة عن الرئيس اليمني السابق علي عبد الله صالح باعتبارها مخالفة للقوانين الدولية ومواثيق الأمم المتحدة. كما طالبت المنظمة بفرض حظر على سفر المسؤولين اليمنيين المتورطين في قتل المتظاهرين وتجميد أرصدتهم. وشددت المنظمة في مؤتمر صحفي عقدته في 12 فبراير 2013 بصنعاء على ضرورة إعادة التحقيقات بمعايير دولية فيما وصفتها بـ«مجزرة جمعة الكرامة» التي قتل فيها 58 متظاهرا بساحة التغيير بصنعاء في 18 مارس 2011.
و قالت رئيسة هيومن رايتس ووتش قسم الشرق الأوسط وشمال أفريقيا سارة ليا ويتسون، أنه يجب على المحاكم الدولية تجاهل القرار خاصة أنه يعطي صالح حماية من الملاحقة القانونية داخل الأراضي اليمنية فحسب وردت فقرة في قرار الحصانة تقول أنه لا يمكن إستئناف القرار في مخالفة صريحة لدستور البلاد مادة رقم 151 و 153 اللتان تنصان أن لكل مواطن يمني الحق في الذهاب للمحكمة العليا وإستئناف أي أحكام أو قوانين يراها غير دستورية، وأن المحكمة العليا هي أعلى سلطة قضائية في البلد متمكنة من إستئناف أو إلغاء أي قانون أو حكم تراه غير دستوري وبالذات الفقرة (ه) من المادة تنص على وجوب محاكمة رئيس الجمهورية ورئيس الوزراء وأعضاء الحكومة وفقا للقانون دون امتيازات خاصة ودعت هيومن رايتس ووتش السلطات اليمنية والحكومة الجديدة إلى اعتقال صالح مشددة على عدم اعترافها بالحصانة
واتهمت المنظمة في تقرير تحت عنوان «مذبحة بلا عقاب»، النظام اليمني السابق الذي أطاحت به الثورة الشعبية بالتلاعب في مسار التحقيقات حول تلك المجزرة التي يعتقد أن مسلحين من أنصار الرئيس السابق هم من ارتكبوها في حق المتظاهرين وفقا للتقرير.
وقالت المنظمة إنها أجرت سلسلة تحقيقات مع مختلف الأطراف اليمنية واستمعت لأقوال ستين شاهدا وحللت محتوى ألف صفحة من ملفات التحقيق في الحادثة وأكدت أنه «بعد مرور ما يقارب عامين على مذبحة جمعة الكرامة ما زالت عائلات الضحايا تنتظر العدالة وإذا لم يفتح اليمن تحقيقا عادلا ويحاكم أولئك المسؤولين عن هذا الهجوم المميت فإنه يخاطر بترسيخ ثقافة الإفلات من العقاب في قلب الانتفاضة اليمنية». وقالت المنظمة في تقريرها إن على مجلس الأمن والدول الراعية للمبادرة الخليجية معارضة قانون الحصانة بشكل علني.

### هيكلة الجيش
قام الرئيس عبد ربه منصور هادي الذي وصل للحكم في فبراير 2012 خلفاً لصالح. بعملية هيكلية للجيش اليمني وشرع بإقالة العديد من القادة العسكريين المرتبطين بصالح ونجله أحمد،  وأيضاً من قاموا بتأييد الثورة ضد علي صالح من القادة العسكريين. وقام هادي بإصدار قرارات بتفكيك بعض الألوية العسكرية التابعة للحرس الجمهوري  والفرقة الأولى مدرع،  وقضت تلك القرارات بدمج وحدات من الحرس الجمهوري في القوات البرية ووحدات أخرى حولت إلى احتياط وزارة الدفاع، ودمج وحدات الفرقة الأولى مدرع في القوات البرية.
ولكن تلك القرارات واجهت تمردات عسكرية فقد تمرد طارق محمد عبد الله صالح لمدة 65 يوما رفضاً للقرارات،  تخلى صالح بعد ذلك عن قيادة اللواء المتمردة، ويعتبر اللواء الثالث التابع للحرس الأقوى والأفضل تجهيزا في الجيش. وفي 14 أغسطس 2012 قام مئات من جنود الحرس الجمهوري الموالون لصالح بالهجوم على مقر وزارة الدفاع بصنعاء بالأسلحة الرشاشة وبالقذائف المضادة للدروع.
في 15 ديسمبر 2012، وسط توترات بين وحدات «الحرس الجمهوري» والرئيس عبد ربه منصور هادي، رفض أحمد علي التخلي عن السيطرة على ألوية الصواريخ وتسليمها إلى وزارة الدفاع،  وفي 19 ديسمبر، رد الرئيس هادي بإصدار مراسيم إعادة هيكلة الجيش اليمني إلى أربعة فروع رئيسية بما فيها القوات البرية والقوات البحرية والقوات الجوية، وقوات حرس الحدود اليمنية، مما جعل مسألة قبول أحمد علي أو رفضه غير لازمه،  وذلك في محاولة من جانب الرئيس هادي لإضعاف نفوذ النخبة السياسية والعسكرية في اليمن.

### اللقب
عُرف صالح خلال حكمه باسمه الرسمي «علي عبد الله صالح»، ولم يكن يضيف لقب قبيلته السنحاني أو قريته الأحمر، في أواخر عام 2014 قال أن اسمه علي عبد الله صالح ابن علي عباس عفاش «حميري الأصل». وخال علي عبد الله صالح هو الشيخ علي مقصع السنحاني شيخ قبيلة سنحان.

### التحالف مع الحوثيين
سمحت الحصانة لصالح بلعب دور حيوي وحاسم في تأمين التحالفات القبلية والعسكرية التي سمحت للحوثيين بالسيطرة على عمران ومن ثم صنعاء في 21 سبتمبر 2014،  حيث استمر نفوذ صالح مستمراً على القادة السياسيين والعسكريين، 
عندما بدأ مؤتمر الحوار الوطني اليمني بمشاركة عدة أطراف بما فيهم جماعة أنصار الله وحزب المؤتمر الشعبي العام الذي استحوذ أكبر نصيب من عدد المقاعد بقيادة صالح،  وبينما كان «ممثلوا» الطرفين السابقين في الحوار يدلون بآرائهم وتصوراتهم الليبرالية بشأن قضايا مختلفة، كانت القيادة الفاعلة للحوثيين يحضرون لمعركتهم القادمة في محافظة عمران، بالتنسيق مع المؤتمر الشعبي العام، لملاحقة عائلة عبد الله الأحمر والسيطرة على مراكز نفوذهم في المحافظة،  وبعد ذلك اجتاح الحوثيون معسكر اللواء 310 مدرع لاعتباره تابعاً لعلي محسن الأحمر وموالياً لحزب التجمع اليمني للإصلاح، وقتلوا قائدة حميد القشيبي  وتقدموا باتجاه صنعاء.
بعد سنوات من استقالته لا يزال جزء كبير من الجيش موالي له. خاصة قوات الحرس الجمهوري اليمني، التي تحارب حالياً جنبا إلى جنب مع الحوثيين. والتي كانت تحت قياده نجله أحمد، حيث قدر نفوذ صالح على الجيش بحوالي 70% من الجيش اليمني. ويعتبر صالح اللاعب الأهم في الصراع على السلطة بين الحوثيين وحكومة الرئيس هادي، باعتباره من الحلفاء الرئيسيين للحوثيين وأحد أهم القوى الدافعة في الصراع.
ولكن صالح نفى أي علاقة له بالجيش الذي يشارك في الحرب الأهلية، وقال ان الجيش يتلقى الأوامر من سلطة الحوثيين.

#### عقوبات دولية

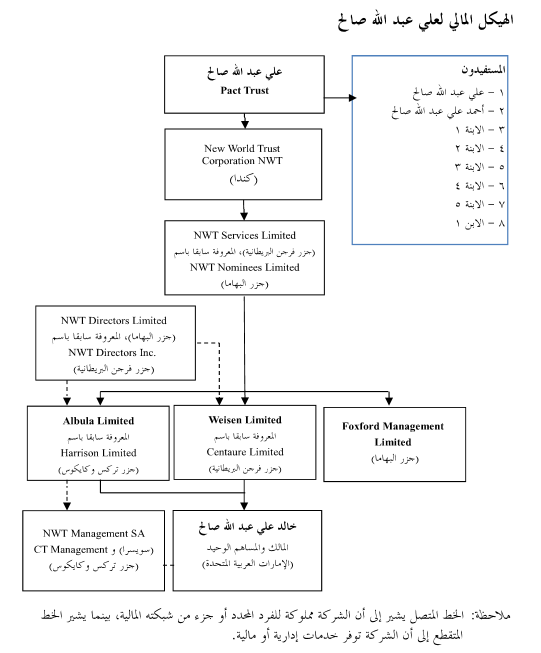
الهيكل المالي لعلي عبد الله صالح.

أصدرت لجنة العقوبات الأممية بيانا في 7 نوفمبر 2014 بشأن التنسيق بين علي عبد الله صالح والحوثيين، حيث فرض «مجلس الأمن الدولي» لتابع للأمم المتحدة عقوبات على الرئيس السابق علي عبد الله صالح واثنين من كبار القادة العسكريين للحوثيين عبد الخالق الحوثي (أخ شقيق لعبد الملك) وعبد الله يحيى الحكيم المعروف ب«أبو علي الحاكم» لاتهامهم بتهديد السلام والاستقرار في اليمن، وتهدف العقوبات لوضعهم في قائمة المنع من السفر إضافة إلى تجميد أصولهم. وقامت الولايات المتحدة بإجرائات مماثلة وتهدف العقوبات الأمريكية لمنع الشركات الأمريكية من التعامل معهم وتجميد أصولهم المالية إن وجدت في الولايات المتحدة، وقالت وزارة المالية الأمريكية إنها وضعت أسماء علي عبد الله صالح وعبد الخالق الحوثي وعبد الله يحيى الحكيم في اللائحة السوداء لأنهم «انخرطوا في أعمال تهدد بشكل مباشر أو غير مباشر السلام والأمن والاستقرار في اليمن»، وأضافت وزارة الخزانة الأمريكية أن الرجال الثلاثة «استخدموا العنف الذي من شأنه تقويض العملية السياسية وعرقلة تنفيذ عملية الانتقال السياسي في اليمن».
في 8 يونيو فرض الاتحاد الأوروبي عقوبات على عبد الملك الحوثي وأحمد علي عبد الله صالح، ونصت العقوبات على منعهم من السفر و«تجميد الأصول المالية»، وذلك تنفيذاً لقرار مجلس الأمن رقم 2216.
ويشمل قرار مجلس الأمن حظر توريد الأسلحة والعتاد ووسائل النقل العسكرية، لعلي عبد الله صالح ونجله أحمد وعبد الملك الحوثي وعبد الخالق الحوثي وعبد الله يحيى الحكيم (أبو علي الحاكم)، وكافة الأطراف التي تعمل لصالحهم أو تنفيذاً لتعليماتهم في اليمن، 
وطالب القرار الدول المجاورة بتفتيش الشحنات المتجهة إلى اليمن في حال ورود اشتباه بوجود أسلحة فيها، وطالب الحوثيون بوقف القتال وسحب قواتهم من المناطق التي فرضوا سيطرتهم عليها بما في ذلك صنعاء.

## رفع العقوبات الدولية عن الرئيس السابق ونجله أحمد
في يوم الأربعاء 31 يوليو 2024 رفع مجلس الأمن الدولي اسمي الرئيس اليمني السابق علي عبد الله صالح ونجله أحمد من قائمة العقوبات المفروضة عليهما منذ 10 سنوات، وفقا لمصدر دبلوماسي يمني وعضو بمجلس القيادة الرئاسي في البلاد، حيث تقدمت الحكومة اليمنية تقدمت بطلب رسمي عبر بعثتها في نيويورك لمجلس الأمن الدولي بطلب رفع العقوبات عن الرئيس اليمني الراحل علي عبدالله صالح ونجله السفير أحمد ووافق مجلس الأمن الدولي على طلب الحكومة، وأعلن رسميا رفع اسمي الرئيس السابق ونجله من قائمة العقوبات. وفي هذا الصدد سبق أن وجه أحمد علي عبد الله صالح، في منتصف مايو 2024، رسالة إلى لجنة العقوبات الدولية التابعة لمجلس الأمن الدولي، دعاها فيه إلى مراجعة قراراتها الخاصة بفرض العقوبات ضده وضد والده الرئيس الراحل. وقال بيان بثه موقع الأمم المتحدة على الإنترنت، مساء الأربعاء 31 يوليو 2024، إن لجنة العقوبات التابعة لمجلس الأمن قررت إزالة الادخالات الخاصة بالأفراد والكيانات لكل من الرئيس الراحل علي عبدالله صالح ونجله أحمد من قائمة العقوبات الدولية.
وفي 16 أغسطس 2024 رفع الاتحاد الأوروبي اسمي الرئيس صالح ونجله أحمد من قائمة العقوبات الخاصة بالاتحاد، وحسب موقع العقوبات الدولية فقد قام الاتحاد الأوروبي بحذف ادخالات الشخصين، حيث أظهرت القائمة يوم الجمعة 16 أغسطس 2024، حذف إسمي الرئيس اليمني الاسبق ونجله أحمد من قائمة العقوبات الدولية بعد إدخالهم إليها عام 2014.

#### انقلاب الحوثيين
سيطر الحوثيون على صنعاء في 21 سبتمبر 2014 بمساعدة من قوات الحرس الجمهوري الموالية لعلي عبد الله صالح، وهاجم الحوثيين منزل الرئيس هادي في 19 يناير 2015 بعد اشتباكات مع الحرس الرئاسي، وحاصروا القصر الجمهوري الذي يقيم فيه رئيس الوزراء،  وأقتحموا معسكرات للجيش ومجمع دار الرئاسة، ومعسكرات الصواريخ الموالية لصالح التي سلمت لهم دون مقاومة.
قام الحوثيون بتعيين محافظين عن طريق المؤتمر الشعبي العام في المجالس المحلية،  وأقتحموا مقرات وسائل الإعلام الحكومية وسخروها لنشر الترويج والدعايات ضد الرئيس وخصومهم من الأحزاب السياسية،  واقتحموا مقرات شركات نفطية وغيروا طاقم الإدارة وعينوا مواليين لهم،  وضغوطوا على الرئيس هادي لتعيين نائباً للرئيس منهم. وطالبوا بمنصب نائب رئيس الوزراء، وسعوا لتعيين شخص منهم في منصب نائب وزير في جميع الوزارات، إضافة إلى دائرتي المالية والرقابة عن كل وزارة، وجميع إدارات الرقابة والتفتيش في جميع الوزارات والهيئات والمؤسسات والبنوك الحكومية.
استقال الرئيس عبد ربه منصور هادي ورئيس الوزراء خالد بحاح في 22 يناير، وأعلن الحوثيون بيان أسموه بالـ«إعلان الدستوري» في 6 فبراير، وقاموا بإعلان حل البرلمان،  وتمكين «اللجنة الثورية» بقيادة محمد علي الحوثي لقيادة البلاد. وبالرغم من النجاحات العسكرية والتحالف مع حزب المؤتمر الشعبي العام،  إلا أن الانقلاب واجه معارضة داخلية ودولية واسعة.
وظل الرئيس المستقيل هادي ورئيس الوزراء قيد الإقامة الجبرية التي فرضها مسلحون حوثيون منذ استقالته، واستطاع هادي الفرار من الإقامة الجبرية، وأتجه إلى عدن في 21 فبراير،  ومنها تراجع عن استقالته في رساله وجهها للبرلمان، وأعلن أن انقلاب الحوثيين غير شرعي. وقال «أن جميع القرارات التي أتخذت من 21 سبتمبر باطلة ولا شرعية لها»، وهو تاريخ احتلال صنعاء من قبل ميليشيات الحوثيين. وأعلن الرئيس هادي عدن عاصمة مؤقتة لليمن بعد استيلاء الحوثيون على صنعاء. ورفض كل من الحوثيين والمؤتمر الشعبي العام الذي يرأسه علي عبد الله صالح تراجع هادي عن الاستقالة.
مع دخول شهر مارس من عام 2015 شهدت عدن توتراً سياسياً وأمنياً، فهادي أتخذ قراراً بإقالة عبد الحافظ السقاف قائد فرع قوات الأمن الخاصة في عدن المحسوب على صالح والحوثيون،  ولكن السقاف رفض ذلك، وأندلعت اشتباكات مسلحة بين المتمردين من قوات الأمن ووحدات عسكرية تابعة للجيش اليمني يقودها وزير الدفاع محمود الصبيحي مسنودة باللجان الشعبية الموالية للرئيس عبد ربه منصور هادي. وبعد استعادة القوات البرية السيطرة على مطار عدن، تعرض «قصر المعاشيق» القصر الجمهوري لعدة ضربات جوية من طائرات حربية قادمة من صنعاء.

وقال صالح في كلمة له أن هادي لم يعد أمامه للهروب سوى منفذ وحيد إلى جيبوتي،  حيث قال: 
| علي عبد الله صالح | على أولئك الذين يهرولون إلى عدن كما هرول البعض في عام 94م ركضاً وراء الإنفصاليين أن لا يتسرعوا ففي 94 هرب الإنفصاليون من خلال المنافذ الثلاثة التي حددناها لهم وهي منفذ الشرورة، ومنفذ المهره، ومنفذ جيبوتي عبر البحر الأحمر، ومن يهرول اليوم ليس أمامه غير منفذ واحد ليهرب بجلده وبفلوسه التي كسبها على حساب قوت هذه الأمة، هو منفذ البحر الأحمر. | علي عبد الله صالح |

أكد هادي في خطاب ألقاه في 21 مارس انه لا يزال الرئيس الشرعي لليمن وقال أنه ينوي رفع العلم اليمني في جبال مران بصعدة بدلاً من العلم الإيراني. كما أعلن أن عدن ستكون العاصمة المؤقتة بسبب الاحتلال الحوثي لصنعاء، وتعهد باستعادتها. وفي صنعاء، عينت اللجنة الثورية التابعة للحوثيون اللواء حسين ناجي خيران وزيرا للدفاع، تمهيداً للهجوم العسكري جنوباً. من مصر، دعى وزير الخارجية اليمني رياض ياسين في 25 مارس للتدخل العسكري ضد الحوثيين.

#### الحرب الأهلية
في خطاب متلفز قال عبد الملك الحوثي قائد جماعة الحوثيون أن اتخاذ جماعته قرار التعبئة العامة للحرب كان ضرورياً بعد الجرائم التي ارتكبها تنظيم القاعدة في صنعاء ولحج،  وبدأ الحوثيون وقوات عسكرية مؤيده لعلي صالح حملة عسكرية لملاحقة الرئيس هادي، وبدأت الاشتباكات في محافظة تعز في 22 مارس 2015، حيث سيطر الحوثيون على مطار عسكري،  وتوجهوا صوب محافظة عدن، وأرسلوا تعزيزات عسكرية جديدة إلى جنوب اليمن في 23 مارس 2015، باتجاه مضيق باب المندب الاستراتيجي،  وأستولت قوات الحوثي على المباني الحكومية في مدينة الضالع في 24 مارس وكانوا يتقدمون في المدينة خلال قتال عنيف في محافظة لحج،  وفي صباح 25 مارس 2015 استولى الحوثيين على قاعدة العند الجوية بمحافظة لحج، على بعد 60 كيلومترا من عدن. وقال الحوثيون أنهم قبضوا على وزير الدفاع محمود الصبيحي، في مديرية الحوطة، 
وتقدم مقاتلي الحوثي إلى مديرية دار سعد، على بعد 20 كم إلى الشمال من عدن. وفي نفس اليوم، استولت تشكيلات عسكرية موالية للحوثيين وصالح على مطار عدن الدولي وقاعدة جوية قريبة منه، وذلك بعد اشتباكات مع الجيش الموالي للرئيس هادي. وغادر هادي البلاد في 25 مارس وظهر بعد ذلك في الرياض.

#### التدخل العسكري لدول التحالف
في فجر 26 مارس 2015، أعلنت السعودية بدء عملية عاصفة الحزم لاستعادة الشرعية في البلد بمشاركة العديد من الدول الخليجية، وتقديم المساعدة اللوجستية من الولايات المتحدة الأمريكية. وبدأت العملية بقصف جوي كثيف على المواقع التابعة لمليشيا الحوثي والقوات التابعة لصالح في مختلف محافظات اليمن.
ناشد علي عبد الله صالح دول التحالف بإيقاف عملية «عاصفة الحزم» في 28 مارس مؤكداً أنه لن يترشح هو وأقاربه للرئاسة إذا توقفت عاصفة الحزم.
في صباح 10 مايو استهدفت غارات للتحالف منزل صالح وسط العاصمة صنعاء،  ولكنه ظهر في قناة اليمن اليوم التابعة له متوعداً قوات التحالف وأعلن أنه متحالف مع الحوثي وكل من يدافع عن اليمن.

## مقتله
قال المتحدث باسم جماعة الحوثي محمد عبد السلام إن جماعته رصدت رسائل بين الإمارات العربية المتحدة وصالح قبل ثلاثة أشهر من وفاته. وقال عبد السلام لقناة الجزيرة القطرية إن هناك تواصلات بين صالح والإمارات العربية المتحدة وعدد من الدول الأخرى مثل روسيا والأردن من خلال رسائل مشفرة. إنهار التحالف بين صالح والحوثي في أواخر عام 2017، مع وقوع اشتباكات مسلحة بين الطرفين في صنعاء في 28 نوفمبر 2017. أعلن صالح انشقاقه عن جماعة أنصار الله الحوثية في بيان متلفز ألقاه في 2 ديسمبر 2017، داعياً أنصاره لاستعادة البلاد وأعرب عن انفتاحه على الحوار مع التحالف الذي تقوده السعودية.
في 16 ربيع الأول 1439 هـ الموافق 4 ديسمبر 2017 قام الحوثيون بنشر مقطع فيديو لمجموعة من المقاتلين مع جثة صالح وبها طلقة نافذة في الرأس. تضاربت الأنباء عن مكان وطريقة مقتله، فنجله أحمد وسكان محليون قالوا أن مجموعة من المقاتلين الحوثيين هاجموا منزل والده وقتلوه في منزله حيث قاتل الحوثيين حتى قُتِل، وفجر المقاتلون المنزل. وصرحت وسائل الإعلام الإيرانية أنه قُتل في طريقه إلى مدينة مأرب، أثناء محاولته الفرار إلى الأراضي التي تسيطر عليها السعودية بعد أن قصفت قذيفة صاروخية سيارته وعطلت سيارته في كمين وأصيب بعد ذلك برصاصه في رأسه من قبل قناص حوثي، وهو ما نفاه حزبه. كما أسفر ذلك الهجوم عن مقتل أمين عام حزب المؤتمر الشعبي العام عارف الزوكا. وأفادت وكالة الأناضول نقلاً عن قيادي بحزب صالح، أن الحوثيين أعدموا «صالح» رمياً بالرصاص إثر توقيف موكبه قرب صنعاء بينما كان في طريقه إلى مسقط رأسه في مديرية سنحان وبني بهلول جنوبي العاصمة صنعاء.
وفي رواية أخرى للحادثة - وهي الأقرب للحقيقة من الروايات الأخرى - أورد الأمين العام لحزب المستقبل إسماعيل الجلعي في مقابلة تلفزيونية مع قناة الميادين اللبنانية وهو من الوسطاء المستقلين الذين قابلوا صالح ليلة مقتله أن علي عبد الله صالح قُتِل في منزله بعد أن رفض طلب الحوثيين بتسليم نفسه وقاتل حتى الموت. وقد عزز من صحة هذه الرواية تقرير لطبيب شرعي صدر لاحقاً ومن ضمن ماورد فيه التأكيد على أن صالح قُتِل في منزله وهو في وضعية دفاعية أثناء اشتباكه مع المهاجمين الحوثيين.
في الوقت نفسه، احتفل زعيم الحوثيين عبد الملك الحوثي بخبر وفاته ووصفه بأنه «يوم سقوط المؤامرة الخائنة». كما ذكر أنه «لا توجد مشكلة» بين مجموعته والمؤتمر الشعبي العام أو أعضاؤه. قدم عبد ربه منصور هادي تعازيه لوفاته ودعا إلى انتفاضة ضد الحوثيين. بينما اتهم الحوثيون الإمارات العربية المتحدة بسحب صالح إلى «هذا المصير المهين».
في 9 ديسمبر 2017 دُفن جثمان صالح في صنعاء، وفقا لأحد المسؤولين. وفقاً لأحد قادة الحوثيين، دُفن صالح في ظروف صارمة بحضور عدد من المشيعين لا يزيد عن 20 شخصاً.
بعد مضي حوالي 8 سنوات من مقتل الرئيس السابق علي عبد الله صالح، وضع نجله مدين حدًا للجدل الدائر حول مكان مقتل والده، حيث كشف نجل صالح في مقابلة بُثّت ضمن فيلم وثائقي عبر قناة العربية مساء السبت 26 يوليو 2025 بعنوان "علي عبدالله صالح، المعركة الأخيرة"، إن والده ومعه عارف الزوكا، الأمين العام للمؤتمر الشعبي العام ومجموعة صغيرة من حرسه الخاص، ظل يقاتل الحوثيين من داخل منزله في "حي الثنية" وسط العاصمة صنعاء 3 أيام متواصلة حتى الصباح الباكر من يوم 4 ديسمبر 2017 عندما قرر مغادرة المنزل في اتجاه حصن عفاش في قرية بيت الأحمر بمديرية سنحان جنوب شرق العاصمة، وهو المعقل التقليدي لآل صالح، لاعتقاده بتغير موازين المعركة لصالحه اذا انتقل الى الحصن، وأضاف مدين الذي كان وأخيه صلاح يقاتلان مع والدهما ضد الحوثيين منذ بدء الأحداث وحتى مقتله، أن والده قرر الخروج من المنزل بثلاثة مواكب تحركت في اتجاهات مختلفة للتمويه إلا انها تعرضت جميعها لكمائن في الطريق بما فيها موكب والده الذي سقط في كمين كبير للحوثيين في قرية الجحشي القريبة من حصن عفاش حيث قُتل في ذلك الكمين، وأُسِر في الأثناء وفي نفس المكان نجليه مدين وأخيه صلاح.

## مواضيع متعلقة
- انقلاب 15 اكتوبر 1978 في اليمن
- الوحدة اليمنية
- الحرب الأهلية اليمنية (1994)
- الحرب الأهلية اليمنية (2015).
- علي سالم البيض
- عبد الله بن حسين الأحمر.
- سنان أبو لحوم.

## وصلات خارجية
- علي عبد الله صالح على موقع IMDb (الإنجليزية)
- علي عبد الله صالح على موقع مونزينجر (الألمانية)
- علي عبد الله صالح على موقع إن إن دي بي (الإنجليزية)
- المركز الوطني للمعلومات - رئاسة الجمهورية اليمنية

| المناصب السياسية                                                    | المناصب السياسية                                            | المناصب السياسية                                                    |
| ------------------------------------------------------------------- | ----------------------------------------------------------- | ------------------------------------------------------------------- |
| سبقه عبد الكريم العرشي                                              | رئيس الجمهورية العربية اليمنية 17 يوليو 1978 - 22 مايو 1990 | تبعه اتحاد اليمن الشمالي مع اليمن الجنوبي تحت اسم الجمهورية اليمنية |
| سبقه اتحاد اليمن الشمالي مع اليمن الجنوبي تحت اسم الجمهورية اليمنية | رئيس الجمهورية اليمنية 22 مايو 1990 - 25 فبراير 2012        | تبعه عبد ربه منصور هادي                                             |